# Riccardo Abbrescia
Riccardo Vito Abbrescia (ur. 28 maja 1995) – włoski zapaśnik walczący w stylu klasycznym. Zajął 21. miejsce na mistrzostwach świata w 2017.
Ósmy na mistrzostwach Europy w 2021. Trzeci na ME U-23 w 2016, a także ME kadetów w 2011 roku.